# 倉持仁
倉持 仁（くらもち じん、KURAMOCHI, Jin、1972年（昭和47年）8月3日 - ）は、日本の医師、医学者、実業家。学位は医学博士（東京医科歯科大学大学院）。専門は呼吸器内科（学会認定専門医・指導医）、アレルギー（学会認定専門医）。

## 略歴
- 1991年 - 栃木県立宇都宮高等学校 卒業
- 1998年 - 東京医科歯科大学医学部 卒業
- 2000年 - 青梅市立総合病院 内科
- 2002年 - 東京医科歯科大学 呼吸器内科
- 2003年 - 横須賀共済病院 呼吸器内科
- 2004年 - 東京医科歯科大学 呼吸器内科
- 2007年 - 倉持病院内科 副院長
- 2015年 - 医療法人英心会 インターパーク倉持呼吸器内科クリニック 院長
- 2017年 - 英心会より独立し、インターパーク倉持呼吸器ペインクリニック内科を開業し院長就任[2]
- 2020年 - インターパーク倉持呼吸器内科に名称変更
- 2020年 - ちびっこの科学と遊び株式会社を設立
- 2021年 - YouTubeチャンネルを開設[3]

ほか、Pubmed検索によるとfirst authorの英論文は一編のみ。

## 新型コロナウイルス感染症関連
2020年9月、インターパーク倉持呼吸器内科は貸切バス運行会社のうつのみや観光と提携し、旅行前のPCR検査を行う旅行商品を展開。翌10月、うつのみや観光は那須塩原市と同旅行商品に関する業務連携を締結した。
2020年12月には、PCR検査センター運営会社「ちびっこの科学と遊び株式会社」を設立。同社は2021年8月現在、那須塩原市、宇都宮市など5か所でPCR検査センターを展開している。
2021年1月には、新型コロナウイルス感染症関連の情報発信を行ったことで中傷のビラがばら撒かれたり、自身の病院にカッターの刃が贈られたりするなどの脅迫があったと話している。
その後もテレビメディアなどを中心として新型コロナウイルス感染症関連の情報発信に務めた。
2021年3月16日には第204回国会参議院予算委員会公聴会に公述人として出席。
2021年8月、新型コロナウイルス感染症の世界的流行に伴って、Twitter上で菅義偉内閣総理大臣の責任を問うツイートや、皆保険制度の欠点などを指摘したツイートで話題となった。

## 所属学会
- 日本呼吸器学会
- 日本アレルギー学会
- 日本内科学会